# Ichneumon plautus
Ichneumon plautus là một loài tò vò trong họ Ichneumonidae.